# Aloe marlothii
Aloe marlothii é uma espécie de liliopsida do gênero Aloe, pertencente à família Asphodelaceae.